# Radara prunescens
Radara prunescens là một loài bướm đêm trong họ Noctuidae.